# Brøndby IF
Brøndby IF (pełna nazwa: Brøndbyernes Idrætsforening) – duński klub piłkarski z siedzibą w mieście Brøndbyvester.

## Historia
Klub Brøndbyernes Idrætsforening powstał w 1964 roku w wyniku fuzji zespołów Brøndbyøster Idrætsforening (założony w 1928) i Brøndbyvester Idrætsforening (założony w 1909). Przez dłuższy czas występował w niższych ligach duńskich. W 1974 wywalczył awans do 3. division, natomiast trzy lata później do 2. division.
W 1981 klub awansował do 1. division. W sezonach 1982 i 1983 zajął 4. miejsce w lidze. Jedną z gwiazd klubu w tamtym okresie był Michael Laudrup, który w wieku 18 lat zadebiutował w reprezentacji Danii. Stał się pierwszym zawodnikiem w historii zespołu, który wystąpił w kadrze narodowej. W 1985 Brøndby zdobyło pierwsze mistrzostwo Danii. Rok później zadebiutowało w rozgrywkach europejskich – w Pucharze Europy dochodzi do ćwierćfinału, przegrywając w nim z FC Porto. W rozgrywkach krajowych zespół odnosi kolejne sukcesy – w sezonach 1987, 1988 i 1990 zwyciężył w 1. division, natomiast w 1986 i 1989 zdobył wicemistrzostwo Danii. W 1989 Brøndby po raz pierwszy wygrało w Pucharze Danii (6:3 po dogrywce z Ikast FS), natomiast w sezonie 1990/1991 dochodzi do półfinału Pucharu UEFA, w którym przegrywa z AS Roma.
W 1991 powstają rozgrywki Superligaen, do których Brøndby przystąpiło. W pierwszym sezonie ich istnienia zwycięża je, natomiast w 1993 i 1994 zdobywa trzecie miejsce. Także w 1994 zespół wygrał Puchar Danii, pokonując po rzutach karnych Næstved BK. W 1995 wywalczył wicemistrzostwo kraju oraz występował w Pucharze UEFA 1995/1996. W drugiej rundzie rozgrywek sensacyjnie wyeliminował Liverpool, jednak odpadł w 1/8 finału po przegranym dwumeczu z AS Roma. W 1996 klub zdobył szóste mistrzostwo kraju, później osiągnął ćwierćfinał Pucharu UEFA 1996/1997. W nim przegrał z hiszpańskim CD Tenerife. Następne lata przynoszą dalsze sukcesy w Superligaen – Brøndby zwyciężyło te rozgrywki w 1997, 1998, 2002 i 2005, zdobyło również sześć tytułów wicemistrza Danii (1999–2001, 2003, 2004, 2006), w 1998, 2003 i 2005 wygrało w pucharze kraju, a w sezonie 1998/1999 wystąpiło w fazie grupowej Ligi Mistrzów. W niej trafiło na Bayern Monachium, FC Barcelonę oraz Manchester United. Mimo zwycięstwa 2:1 w pierwszym meczu z Bayernem, przegrało m.in. spotkania z Manchestrem United 0:5 oraz 2:6, w związku z tym zajęło ostatnią pozycję w grupie. W sezonie 2005/2006 klub awansował do fazy grupowej Pucharu UEFA. Zwyciężył z Maccabi Petach Tikwa i zremisował z RCD Espanyol, jednak przegrał z Lokomotiwem Moskwa i Palermo, przez co nie awansował do fazy pucharowej rozgrywek.
W sezonie 2006/2007 zespół zajął dopiero 6. miejsce w lidze, do zwycięskiego FC København stracił 27 punktów. W następnym sezonie, mimo ósmej pozycji w Superligaen, wywalczył szósty Puchar Danii w historii, pokonując w finale Esbjerg fB. W latach 2009–2011 Brøndby zdobyło 3. miejsce w ligowej tabeli. W sezonie 2012/2013 klub zmagał się z problemami finansowymi, oprócz tego po rundzie jesiennej zajmował ostatnie miejsce w lidze. Ostatecznie obronił się przed spadkiem oraz bankructwem. W następnym sezonie wywalczył 4. pozycję w Superligaen, a w kolejnym trzecie miejsce.
W sezonach 2016/2017 i 2017/2018 Brøndby zdobyło wicemistrzostwo kraju. W 2018 drużyna po 10 latach przerwy wygrała Puchar Danii (po spotkaniu z Silkeborgiem zakończonym wynikiem 3:1). W sezonie 2020/2021 klub wywalczył mistrzostwo Danii po 16-letniej przerwie. Dzięki temu, mógł wystąpić po wieloletniej nieobecności w eliminacjach do Ligi Mistrzów. W 4. rundzie przegrał z Red Bullem Salzburg, jednak mimo tej porażki zakwalifikował się do fazy grupowej Ligi Europy. W niej trafił na Spartę Praga, Olympique Lyon i Rangers. Z wynikiem dwóch punktów zajął ostatnią pozycję. W 2024 Brøndby zdobyło wicemistrzostwo Danii.

## Sukcesy

### Trofea międzynarodowe
| \| \| Zdobyte trofea w rozgrywkach międzynarodowych (stan na: 01-12-2021) \| |                                                                     |      |          |
| Rozgrywki                                                                    | Osiągnięcie                                                         | Razy | Sezon(y) |
| · Liga Mistrzów · (Puchar Europy)                                            | zdobywca                                                            | 0    |          |
| · Liga Mistrzów · (Puchar Europy)                                            | finalista                                                           | 0    |          |
| · Liga Mistrzów · (Puchar Europy)                                            | ćwierćfinał                                                         | 1    | 1987     |
| Liga Europy (Puchar UEFA)                                                    | zdobywca                                                            | 0    |          |
| Liga Europy (Puchar UEFA)                                                    | finalista                                                           | 0    |          |
| Liga Europy (Puchar UEFA)                                                    | półfinał                                                            | 1    | 1991     |
| · Puchar Zdobywców                                                           | zdobywca                                                            | 0    |          |
| · Puchar Zdobywców                                                           | finalista                                                           | 0    |          |
| · Puchar Zdobywców                                                           | 1/8 finału                                                          | 1    | 1995     |
| FIFA                                                                         | Zdobyte trofea w rozgrywkach międzynarodowych (stan na: 01-12-2021) |      |          |

### Trofea krajowe
| \| \| Zdobyte trofea w rozgrywkach Danii (stan na: 27-05-2025) \| |                                                          |      |                                                                        |
| Rozgrywki                                                         | Osiągnięcie                                              | Razy | Sezon(y)                                                               |
| Mistrzostwo                                                       | I miejsce                                                | 11   | 1985, 1987, 1988, 1990, 1991, 1996, 1997, 1998, 2002, 2005, 2021       |
| Mistrzostwo                                                       | II miejsce                                               | 12   | 1986, 1989, 1995, 1999, 2000, 2001, 2003, 2004, 2006, 2017, 2018, 2024 |
| Mistrzostwo                                                       | III miejsce                                              | 7    | 1993, 1994, 2009, 2010, 2011, 2015, 2025                               |
| Puchar                                                            | zdobywca                                                 | 7    | 1989, 1994, 1998, 2003, 2005, 2008, 2018                               |
| Puchar                                                            | finalista                                                | 4    | 1988, 1996, 2017, 2019                                                 |
| Superpuchar                                                       | zdobywca                                                 | 4    | 1994, 1996, 1997, 2002                                                 |
| Superpuchar                                                       | finalista                                                |      |                                                                        |
| Puchar Ligi                                                       | zdobywca                                                 | 2    | 2005, 2006                                                             |
| Puchar Ligi                                                       | finalista                                                |      |                                                                        |
| II liga                                                           | I miejsce                                                | 1    | 1981                                                                   |
| II liga                                                           | II miejsce                                               |      |                                                                        |
| II liga                                                           | III miejsce                                              |      |                                                                        |
| Dania                                                             | Zdobyte trofea w rozgrywkach Danii (stan na: 27-05-2025) |      |                                                                        |

### Indywidualne
- Królowie strzelców 1. division i Superligaen[20]
  - 1986 – Claus Nielsen (16 goli)
  - 1987 – Claus Nielsen (20 goli)
  - 1988 – Bent Christensen (21 goli)
  - 1990 – Bent Christensen (17 goli)
  - 1991 – Bent Christensen (11 goli)
  - 1998 – Ebbe Sand (28 goli)
  - 2001 – Peter Graulund (21 goli)
  - 2002 – Peter Madsen (22 gole, ex aequo z Kasparem Dalgasem)
  - 2021 – Mikael Uhre (19 goli)

### Pozostałe rozgrywki
- Royal League
  - zwycięzca (1) – 2007[21]

## Stadion
Klub rozgrywa swoje spotkania na zbudowanym w 1965 Brøndby Stadion o pojemności 28000 osób.

## Skład na sezon 2024/2025
Stan na 6 września 2024
| Nr | Poz. | Piłkarz                                |
| -- | ---- | -------------------------------------- |
| 1  | BR   | Patrick Pentz                          |
| 2  | OB   | Sebastian Sebulonsen                   |
| 4  | OB   | Jacob Rasmussen                        |
| 5  | OB   | Rasmus Lauritsen                       |
| 6  | PO   | Stijn Spierings                        |
| 7  | PO   | Nicolai Vallys                         |
| 9  | NA   | Ohi Omoijuanfo                         |
| 10 | PO   | Daniel Wass                            |
| 11 | NA   | Filip Bundgaard                        |
| 14 | OB   | Kevin Mensah (kapitan)                 |
| 16 | BR   | Thomas Mikkelsen                       |
| 17 | NA   | Mileta Rajović (wypożyczony z Watford) |

| Nr | Poz. | Piłkarz              |
| -- | ---- | -------------------- |
| 18 | OB   | Kevin Tshiembe       |
| 22 | PO   | Josip Radošević      |
| 24 | OB   | Marko Divković       |
| 28 | NA   | Yuito Suzuki         |
| 30 | OB   | Jordi Vanlerberghe   |
| 31 | OB   | Sean Klaiber         |
| 32 | OB   | Frederik Alves       |
| 34 | OB   | Ludvig Vraa-Jensen   |
| 35 | PO   | Noah Nartey          |
| 36 | NA   | Mathias Kvistgaarden |
| 37 | OB   | Clement Bischoff     |
| 46 | OB   | Justin Che           |

### Wypożyczeni do innych klubów
Stan na 6 września 2024
| Nr | Poz. | Piłkarz                                               |
| -- | ---- | ----------------------------------------------------- |
|    | BR   | Jonathan Ægidius (w Kolding IF do 30 czerwca 2025)    |
|    | PO   | Mateusz Kowalczyk (w GKS Katowice do 30 czerwca 2025) |
|    | PO   | Bertram Kvist (w Kolding IF do 31 grudnia 2024)       |
|    | NA   | Emmanuel Yeboah (w Vejle BK do 30 czerwca 2025)       |
|    | NA   | Carl Björk (w IFK Norrköping do 31 grudnia 2024)      |

## Trenerzy od 1981 roku
Opracowano na podstawie:
| Imię i nazwisko  | Okres pracy | Okres pracy |
| ---------------- | ----------- | ----------- |
| Tom Køhlert      | 1981        | 1985        |
| Ebbe Skovdahl    | 1986        | 1987        |
| Birger Peitersen | 1987        | 1988        |
| Ebbe Skovdahl    | 1988        | 1989        |
| Morten Olsen     | 1990        | 1992        |
| Ebbe Skovdahl    | 1992        | 1999        |
| Tom Køhlert      | 1999        | 1999        |
| Åge Hareide      | 2000        | 2002        |
| Tom Køhlert      | 2002        | 2002        |
| Michael Laudrup  | 01.07.2002  | 30.06.2006  |
| René Meulensteen | 01.07.2006  | 17.01.2007  |

| Imię i nazwisko      | Okres pracy | Okres pracy |
| -------------------- | ----------- | ----------- |
| Tom Køhlert          | 21.01.2007  | 31.12.2008  |
| Kent Nielsen         | 01.01.2009  | 25.03.2010  |
| Henrik Jensen        | 26.03.2010  | 24.10.2011  |
| Aurelijus Skarbalius | 25.10.2011  | 10.06.2013  |
| Thomas Frank         | 11.06.2013  | 09.03.2016  |
| Aurelijus Skarbalius | 09.03.2016  | 06.2016     |
| Alexander Zorniger   | 06.2016     | 18.02.2019  |
| Martin Retov         | 19.02.2019  | 30.06.2019  |
| Niels Frederiksen    | 01.07.2019  | 14.11.2022  |
| Jesper Sørensen      | 02.01.2023  | 11.12.2024  |
| Frederik Birk        | 12.12.2024  | obecnie     |